# Martin Balsam
Martin Henry Balsam (Bronx, New York, 1919. november 4. – Róma, Olaszország, 1996. február 13.) Oscar- és Tony-díjas amerikai színész.

## Családi háttere és tanulmányai
Martin Henry Balsam néven született New York, Bronx kerületében, orosz-zsidó szülők, Lillian (született Weinstein) és Albert Balsam gyermekeként. Iskolában először a DeWitt Clinton High Schoolban kezdte színjátszóként. Tanulmányait a Dramatic Workshop és a New Yorkban található The New Schoolban végezte el, majd az Egyesült Államok Army Légierői alatt szolgált a második világháború idején.

## Filmes pályafutása
Martin Balsam szakmai debütálására 1941 augusztusában Locust Valleyben, a Játék a kastélyban c. színdarabban került sor. 1948 elején Elia Kazan őt választotta ki, hogy tagja legyen az akkor még nemrégiben alakult Actors Studionak. Balsam ezután a Studio drámai antológia-sorozat 4 epizódjában tűnt fel, 1948 szeptemberétől 1950-ig. Ezt követően számos más televíziós sorozatban és mozifilmekben is megjelent.
Legismertebb filmes szerepei: Milton Arbogast az Alfred Hitchcock rendezésével készült Psychóban (1960), mint Arnold Burns az Ezer bohócban (amelyért elnyerte a legjobb férfi mellékszereplőnek járó Oscar-díját), a Tizenkét dühös ember (1957) 1. esküdtje, valamint Murray Klein az Archie Bunker's Place c. filmsorozatban.

## Magánélete
Martinnak három felesége és három gyermeke volt.
1951-ben, vette el első feleségét, Pearl Somner színésznőt, akitől három évvel később elvált. Második felesége Joyce Van Patten színésznő volt. Ez a házasság négy évig tartott 1958-tól 1962-ig, és ez idő alatt született egy lánya, Talia Balsam. Végül, 1963-ban feleségül vette harmadik nejét, Irene Millert. A házasságukból két gyermeke született, Adam és Zoe Balsam. 1987-ben ez a házassága is válással végződött.

## Halála
Martin, 1996. február 13-án egy római hotelszobában halt meg agyvérzés következtében, miközben Olaszországban nyaralt. 76 évet élt. A New Jersey-i Emersonban, a Cedar Park Temetőjében temették el. Három gyermekét, és élettársát, Renee Landau-t hagyta hátra.

## Filmográfia

### Mozi- és tévéfilmek
- 1954: A rakparton (On the Waterfront) … Gillette
- 1957: Tizenkét dühös ember (12 Angry Men) … 1. esküdt
- 1958: Marjorie Morningstar … Dr. David Harris
- 1959: Al Capone … Kelly
- 1959: Az utolsó szerelem (Middle of the Night) … Jack Englander
- 1960: Psycho … Milton Arbogast magánnyomozó
- 1960: Mindenki haza (Tutti a casa) … Quintino Fornaciari őrmester
- 1961: Ada … Steve Jackson
- 1961: Álom luxuskivitelben (Breakfast at Tiffany’s) … O.J. Berman
- 1962: A rettegés foka (Cape Fear) … Mark Dutton rendőrfőnök
- 1959–1963: Alkonyzóna (The Twilight Zone), tévésorozat … Martin Lombard Senescu / Danny Weiss
- 1964: Hét májusi nap (Seven Days in May) … Paul Girard
- 1964: Kalandorok (The Carpetbaggers) … Bernard B. Norman
- 1965: A Bedford incidens (The Bedford Incident) … Chester Potter parancsnok, orvostiszt
- 1965: Ezer bohóc (A Thousand Clowns) … Arnold
- 1962–1966: Dr. Kildare, tévésorozat … Dr. Milton Orloff / Ned Lacey
- 1966: Egymillió karátos ötlet (Caccia alla volpe) … Harry Granoff
- 1967: A hallgatag ember (Hombre) … Henry Mendez
- 1969: Én, Natali (Me, Natalie) … Harold bácsi
- 1969: Jó fiúk, rossz fiúk (The Good Guys and the Bad Guys) … Wilker polgármester
- 1970: A 22-es csapdája (Catch-22) … Cathcart ezredes
- 1970: Tora! Tora! Tora! … Husband E. Kimmel admirális
- 1970: Kis nagy ember (Little Big Man) … Mr. Merriweather
- 1971: Egy rendőrfelügyelő vallomása az államügyésznek (Confessione di un Comissario di Polizia al Procuratore Della Repubblica) … Giacomo Bonavia rendőrfelügyelő
- 1972: Az Anderson-magnószalagok (The Anderson Tapes) … Tommy Haskins
- 1972: Az igaz és a hamis (Il vero e il falso) … Turrisi kerületi ügyész
- 1973: Egy ember hullákon gázol át (The Stone Killer) … Don Alberto Vescari
- 1973: A maffia ügyvédje (Il consigliori) … Don Antonio Macaluso
- 1973: Nyári kaland, téli álom (Summer Wishes, Winter Dreams) … Harry
- 1974: Hajsza a föld alatt (The Taking of Pelham One Two Three) … Mr Green
- 1974: Kojak, tévésorozat, egy epizódban … Ray Kaufman
- 1974: Gyilkosság az Orient expresszen (Murder on the Orient Express) … Bianchi
- 1975: Egy maréknyi hagymáért (Il Cipollaro) … Petrus Lamb
- 1976: A Lindbergh-bébi ügye (The Lindbergh Kidnapping Case), tévéfilm … Edward J. Reilly
- 1976: Az elnök emberei (All the President's Men) … Howard Simons
- 1976: Rémület a stadionban (Two-Minute Warning) … Sam McKeever
- 1977: Támadás Entebbénél (Raid on Entebbe) … Daniel Cooper
- 1977: Az őrszem (The Sentinel) … Ruzinsky professzor
- 1978: Az ezüst rejtélye (Silver Bears) … Joe Fiore
- 1979: Ház a Garibaldi utcában (The House on Garibaldi Street), tévéfilm … Isser Harel
- 1979: Kuba (Cuba) … Bello tábornok
- 1981: A gyilkos szalamandra (The Salamander) … Steffanelli kapitány
- 1983: Élni akarok (I Want To Live) … Jack Brady
- 1985: St. Elmo tüze (St. Elmo’s Fire) … Mr. Beamish
- 1985: Bosszúvágy 3. – A terror utcája (Death Wish 3) … Bennett
- 1986: Delta Kommandó (The Delta Force) … Ben Kaplan
- 1986: Gyilkos sorok (Murder, She Wrote), tévésorozat, 2 epizódban … Edgar Carmody
- 1987: Queenie, tévé-minisorozat … Marty Rose
- 1987–1988: Alkonyzóna (The Twilight Zone), tévésorozat, 2 epizódban … Prof. Knowles / Rockne O’Bannon
- 1988: Szemek a csillagok mögül (Fratello dello spazio) … Howard atya
- 1990: Két gonosz szem (Due occhi diabolici) … Mr. Pym
- 1986–1990: Polip – Az utolsó titok (La piovra), tévésorozat, 6 epizódban … Frank Carrisi / Don Calogero Barretta
- 1991: Cape Fear – A rettegés foka (Cape Fear) … bíró
- 1992: Az idő malmai (Sands of Time) … színész
- 1994: A báránysültek hallgatnak (Il silenzio dei prosciutti) … Martin Balsam nyomozó

## Díjak és jelölések
National Board of Review –
- (1964) Legjobb férfi mellékszereplő – Kalandorok (Nyert)

Oscar-díj –
- (1966) Legjobb férfi mellékszereplő – Ezer bohóc (Nyert)

Tony-díj –
- (1968) Legjobb férfi főszereplő (színdarab) – You Know I Can't Hear You When the Water's Running (Nyert)

Golden Globe-díj –
- (1974) Legjobb férfi mellékszereplő – Summer Wishes, Winter Dreams (Jelölés)

BAFTA-díj –
- (1976) Legjobb férfi mellékszereplő – Hajsza a föld alatt (Jelölés)
- (1977) Legjobb férfi mellékszereplő – Az elnök emberei (Jelölés)

Primetime Emmy-díj –
- (1977) Kiemelkedő színész egy minisorozat vagy film – Támadás Entebbénél (Jelölés)

## Fordítás
- Ez a szócikk részben vagy egészben  a   Martin Balsam című angol Wikipédia-szócikk fordításán alapul.  Az eredeti cikk szerkesztőit annak laptörténete sorolja fel. Ez a jelzés csupán a megfogalmazás eredetét és a szerzői jogokat jelzi, nem szolgál a cikkben szereplő információk forrásmegjelöléseként.